# Drake Torres
Drake Richard Bordallo Torres (ur. 12 lipca 1994) – guamski zapaśnik walczący w stylu wolnym. Mistrz Oceanii w 2013 i trzeci w 2017 roku.